# Sant Lluc d'Anyús
Sant Lluc d'Anyús és una església del municipi de les Valls d'Aguilar protegida com a bé cultural d'interès local.

## Descripció
L'església de Sant Lluc d'Anyús és un edifici d'una sola nau rectangular, coberta amb una estructura d'embigat de fusta que sosté un llosat a doble vessant, que actualment es troba parcialment enfonsat. L'església és capçada a llevatnt per un tram trapezoïdal que és cobert amb volta de canó, més estret que la resta de la nau, però sense diferenciació exterior, de manera que el volum de l'edifici és definit per un prisma sense elements diferenciats.
La porta actual, que correspon possiblement a una reforma, s'obre a la façana meridional, prop de l'angle sud-oest, però la porta original, actualment paredada, és situada a la façana de ponent. La porta actual és un arc rebaixat i té tot el marc arrebossat. L'edifici només presenta una finestra, situada a la façana meridional prop de l'espai absidial, espitllerada i d'una sola esqueixada.
L'interior és totalment encalcinat, i el parament exterior és format per un aparell de reble de peces molt grans, especialment als angles, molt irregular, lligat amb fang i molt poc morter de calç.
L'element més característic que identifica l'església és un potent campanar d'espanya, d'un sol ull, amb arc de repeu, situat sobre la façana de ponent, i que presenta els vessants de la coberta graonats.
La tipologia d'aquest edifici s'avé amb altres construccions del seu entorn immediat, com la propera ermita de Sant Quiri, que presenten el cos de l'absis només diferenciat interiorment, seguint una formulació molt arcaica i simple que també es troba en altres esglésies d'aquesta àrea, com ara Sant Martí de Biscarbó. És difícil de datar, precisament per la seva extrema simplicitat i la manca de relació amb les formes més esteses de l'arquitectura catalana anterior al segle xi, en què l'absis es diferencia volumètricament del cos de la nau.
D'altra banda, segons l'arquitecte Joan-Albert Adell (Catalunya Romànica, VI p. 256-257), les formes constructives de Sant Lluc d'Anyús no permeten, tampoc, establir conclusions cronològiques, ja que no hi ha cap element que permeti afirmar inequívocament el caràcter alt-medieval de l'edifici, tot i que semblaria raonable, a tall d'hipòtesi i amb totes les reserves, acceptar aquesta filiació atenent el seu context geogràfic i arquitectònic.